# Thánh đường Nuestra Señora de Estíbaliz
Thánh đường Nuestra Señora de Estíbaliz (Tiếng Tây Ban Nha: Santuario de Nuestra Señora de Estíbaliz) là một thánh đường nằm ở Argandoña, Vitoria, Tây Ban Nha, Álava. Nó được công nhận là Bien de Interés Cultural năm 1931.